# Bucșani (Dâmbovița)
Bucșani è un comune della Romania di 6 867 abitanti, ubicato nel distretto di Dâmbovița, nella regione storica della Muntenia.
Il comune è formato dall'unione di 4 villaggi: Bucșani, Hăbeni, Racovița, Rățoaia.
Da segnalare nei dintorni del comune di Bucșani la presenza di una riserva naturale che ospita circa 70 esemplari di bisonte europeo.